# 宝安第一外国语学校
深圳市宝安第一外国语学校（集团）（简称：宝一外）是广东省深圳市宝安区的一所公办基础教育集团，前身为成立于1999年的深圳市宝安高级中学，是广东省国家级示范性普通高中。2011年在西乡街道新设初中部，并更名为宝安第一外国语学校。2022年12月，升格为宝安第一外国语学校（集团）。

## 成员学校
目前，宝安第一外国语学校（集团）由高中部、初中部、黄麻布学校、福海中学、黄田地铁上盖物业学校（建设中）组成。

### 黄麻布学校
位于宝安区航程街道黄麻布村，创办于1935年，为九年一贯制学校，原为深圳市黄麻布小学，2015年更名为深圳市黄麻布学校。占地面积28325平方米，建筑面积27830.1平方米，教学班54班。现任校长李传安。

### 福海中学
位于宝安区福海街道桥头社区，创办于2022年，为高级中学，原为深圳市第十六高级中学，由宝安第一外国语学校筹建。占地面积3.2万平方米，建筑面积7万平方米，教学班36班。现任党总支书记付海兵，校长余迅。

## 机构设置
- 办公室
- 德育处
- 教学处
- 教科室
- 总务处
- 工会